# Championnats d'Europe de char à voile 1969
Navigation
1968 1970
Les 7e championnats d'Europe de char à voile 1969, organisés par le pays hôte sous l'égide de la fédération internationale du char à voile, se sont déroulés à Cherrueix dans le département d'Ille-et-Vilaine en France,.

## Podiums
| Épreuve             | Or                                             | Argent                                       | Bronze                                   |
| Classe 1            | Uwe Schröder                                   | Christian Nau                                | Georges Tricard                          |
| Classe 2            | Philippe Houillez                              | Brian Davies                                 | Frederik Meeuwissen                      |
| Classe 3 par équipe | Philippe Houillez Patrick Alotaux Pierre Giret | Robert Demuysere Pierre Debra Claude Herbiet | Brian Davies Garry Benson Michael Benson |

| Épreuve | Or            | Argent      | Bronze          |
| dames   | Monique Gimel | Helga Junge | Patricia Menoux |

## Tableau des médailles par nation
| Rang | Nation      | Or | Argent | Bronze | Total |
| ---- | ----------- | -- | ------ | ------ | ----- |
| 1    | France      | 4  | 1      | 1      | 6     |
| 2    | Allemagne   | 1  | -      | -      | 1     |
| 3    | Belgique    | -  | 3      | -      | 3     |
| 4    | Royaume-Uni | -  | 1      | 3      | 4     |
| 5    | Pays-Bas    | -  | -      | 1      | 1     |

| Rang | Nation    | Or | Argent | Bronze | Total |
| ---- | --------- | -- | ------ | ------ | ----- |
| 1    | France    | 1  | -      | 1      | 2     |
| 2    | Allemagne | -  | 1      | -      | 1     |